# Залесе (Пшасниський повіт)
Залесе (пол. Zalesie) — село в Польщі, у гміні Красне Пшасниського повіту Мазовецького воєводства.
Населення — 303 особи (2011).
У 1975-1998 роках село належало до Цехановського воєводства.

## Демографія
Демографічна структура станом на 31 березня 2011 року:
|          | Загалом | Допрацездатний вік | Працездатний вік | Постпрацездатний вік |
| -------- | ------- | ------------------ | ---------------- | -------------------- |
| Чоловіки | 149     | 27                 | 109              | 13                   |
| Жінки    | 154     | 34                 | 84               | 36                   |
| Разом    | 303     | 61                 | 193              | 49                   |